# Pau (Spanje)

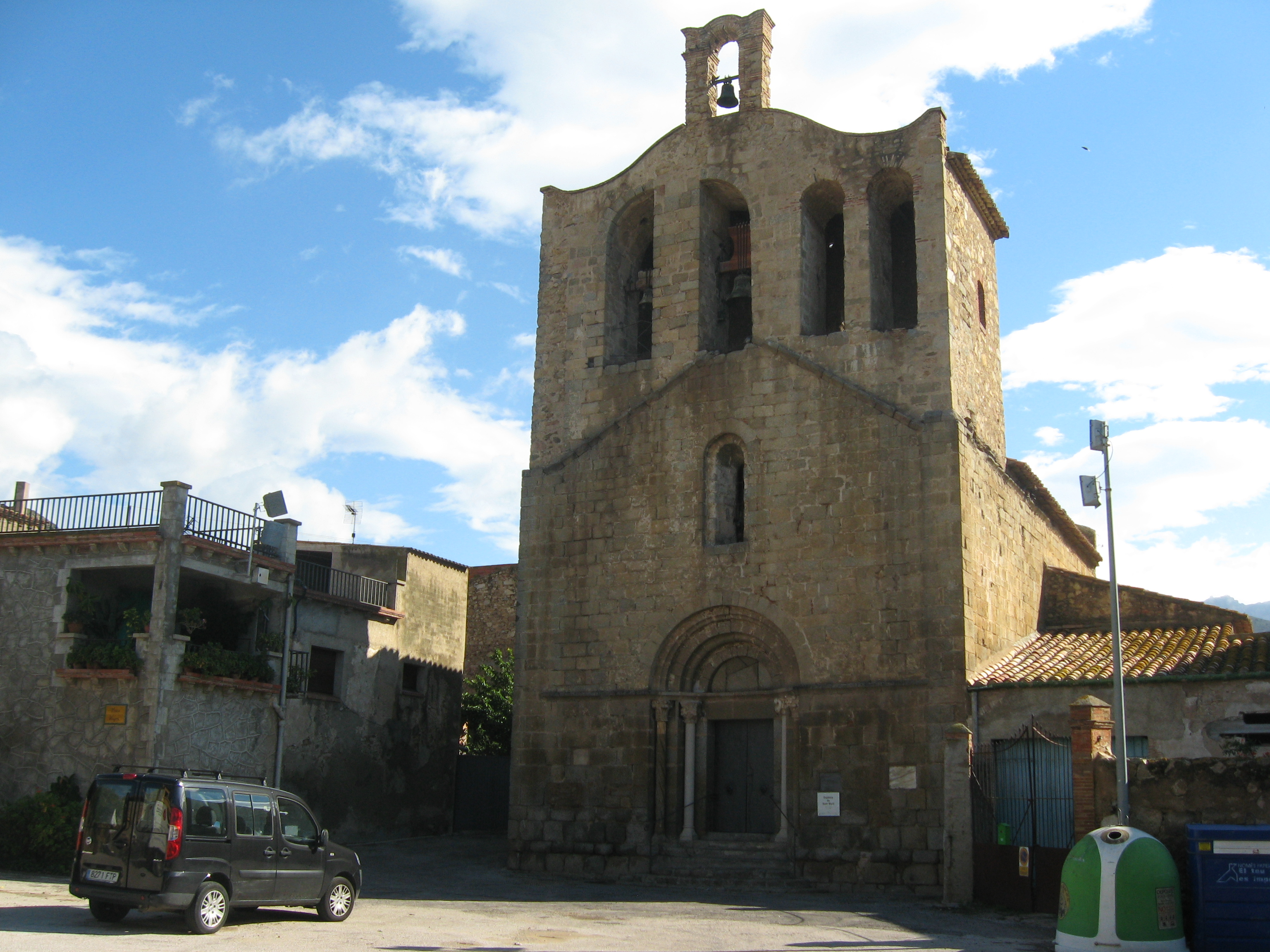
Kerk van Pau

Pau is een gemeente in de Spaanse provincie Girona in de regio Catalonië met een oppervlakte van 10 km². Pau telt 551 inwoners (1 januari 2016).

## Demografische ontwikkeling
Bron: INE, 1857-2011: volkstellingen
Opm.: In 1857 werd de gemeente Vilagut aangehecht